# Sven P. Ekman
Sven Petrus Ekman (31 mai 1876, Uppsala ,, 2 février 1964, Uppsala) est un zoologiste, biogéographe, zoogéographe et limnologue suédois, connu pour l'échantillonneur à benne Ekman,.

## Biographie
Ekman est le fils du pasteur luthérien Fredrik Ekman et de Sofia Svensson. Il s'inscrit à l'Université d'Uppsala où il obtient un baccalauréat en 1899, une licence en 1903 et un doctorat en 1904. Il est maître de conférences en zoologie à l'Université d'Uppsala de 1904 à 1909 et de nouveau de 1916 à 1927. Dans les années qui suivent, il enseigne la biologie et la chimie dans une école secondaire de Jönköping de 1909 à 1916. En 1927, il devient professeur de zoologie à l'Université d'Uppsala ; il prend sa retraite en 1941 en tant que professeur émérite. En 1937, il est élu à l'Académie royale des sciences de Suède et, en 1939, à la Société royale de physiographie de Lund.
Ekman réécrit son livre de 1935 en langue allemande Tiergeographie des Meeres en suédois et le fait traduire en anglais sous le titre Zoogeography of the Sea (1953),. Il reçoit la médaille Daniel Giraud Elliot en 1953 pour la zoogéographie de la mer.
Ekman est à partir de 1905 marié à Frida Bengtsson (1881–1961). Ils sont enterrés au vieux cimetière d'Uppsala. Ils sont les parents de l'artiste Erik Ekman (1906–1986).